# Bossov Opći katalog
Bossov Opći katalog (eng. General Catalogue, kratica GC) je katalog objekata dalekog svemira koji je 1936. objavio u SAD-u astronom Benjamin Boss. 
Obuhvaćao je 33.342 zvijezda, zbog čega se je ovaj katalog izvorno zvao Opći katalog 33.342 zvijezda (eng. General Catalogue of 33,342 Stars). Nadomjestio je prijašnji Preliminarni opći katalog 6188 zvijezda za epohu 1900. (eng. Preliminary General Catalogue of 6,188 Stars for the Epoch 1900) kojeg je sastavio Lewis Boss.  

## Poveznice
- Popis NGC objekata
- Katalozi objekata dalekog svemira
- Messierov katalog
- Indeksni katalog
- Novi opći katalog
- Opći katalog maglica i skupova
- Revidirani Novi opći katalog